# Arquus Verlag
Der Arquus Verlag Klaus Pahlich, auch Arquus-Multimedia, ist ein österreichischer Verlag in Wien, der 1993 gegründet wurde und sich insbesondere als kleiner Spezialverlag im internationalen Umweltschutz engagierte. Er gab unter anderem in den 1990er Jahren eine internationale Zeitschrift zum Umweltprogramm für das Donaubecken heraus sowie Anfang der 2000er Jahre ein internationales Umweltschutz-Magazin zum Thema Trinkwasser.

## Namensgebung
Die Namensgebung nach dem lateinischen Wort arquus, das so viel wie Regenbogen bedeutet, entsprach der Richtung der Neugründung: Der Mensch, seine Umwelt und die schönen Seiten des Lebens sind die Hauptthemen des Verlags. Das Verlagslogo besteht aus einem farbigen Regenbogen.

## Geschichte
Der Arquus Verlag wollte sich anfangs als reiner Buchverlag etablieren, geriet jedoch bereits mit seiner ersten Herausgabe im Gründungsjahr 1993, dem Buch Menschen am Dach der Welt des Fotografen und Filmemachers Robert C. Schmid, in finanzielle Probleme. Die aufwendig illustrierte Beschreibung der Lebenssituation der Menschen am Himalaya hatte textliche Schwächen und fand zu Beginn nur zögerlich Käufer. 1994 folgten ein Spielebuch, 93 Würfelspiele mit drei mitgelieferten, ungewöhnlichen Spielwürfeln von dem Spieleerfinder Michael Winkelmann unter dem Titel Göttliche Spiele, sowie ein Gedichtband von Michael Eisner mit dem Titel Lebensspuren.
Von 1994 bis 1998 übernahm der Verlag die komplette Erstellung und Verteilung der englischsprachigen, vierteljährlichen Zeitschrift Danube Watch (dt. etwa: Donau Beobachter), die damals von der DPCU (Danube Protection Coordination Unit), einer UNO-Organisation mit Sitz in Wien, herausgegeben wurde und ein Informationsmedium für das internationale, unter Beteiligung von 12 Donauländern stehende Umweltprogramm für das Donaubecken darstellte.
Ab Ende 1999 bzw. Anfang 2000 gab der Verlag gemeinsam mit dem britischen Journalisten Geoffrey Weston, mit dem bereits bei der Danube Watch zusammengearbeitet wurde, das englischsprachige, periodische Magazin World Water Watch. The Magazine of the Freshwater Environment heraus, das unter anderem vom World Wide Fund For Nature (WWF) und der The Ramsar Convention on Wetlands finanziell gefördert wurde und sich mit weltweiten Problemen und Aktionen im Bereich Trinkwasser befasste. Insgesamt erschienen drei Ausgaben. Dieses Magazin führte im Übrigen zur Gründung des österreichischen Vereins World Freshwater Fund (Verein zur Erhaltung der Trinkwasserreserven der Welt).
Zum heutigen Verlagsprogramm gehören auch Neue Medien (Arquus-Multimedia), wie Webdesign, Desktoppublishing und Bildbearbeitung, sowie Grafik-Design und der Aufbau eines Bildarchivs.
Alleininhaber des Verlags ist der Verleger Klaus Pahlich, der Verlagssitz ist Wien.